# Tipiti

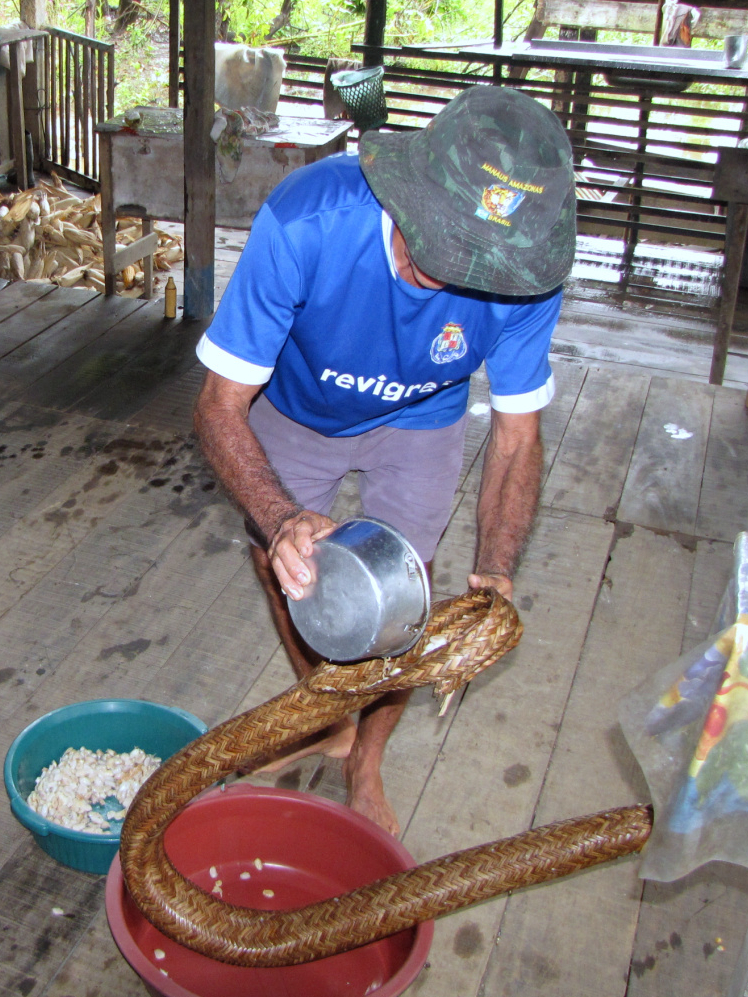
Ein Tipiti wird befüllt

Ein Tipiti ist ein 1,5 bis 2 Meter langes konisches Behältnis aus Palmfasern. Es wird im Norden Brasiliens als Presse zur Herstellung von Maniokmehl benutzt. Dabei wird die Maniokwurzel geschält, zerstampft und einige Tage eingeweicht. Danach wird die zerquetschte Masse in das Tipiti eingefüllt. Das gefüllte Tipiti wird aufgehängt, so dass das Maniokwasser durch die Schwerkraft austritt. Wenn der Inhalt trocken genug ist, wird er in der Sonne ausgebreitet oder im Trockenofen bei kontrollierter Temperatur fertiggetrocknet. Die Prozedur dient dazu, die im Maniok enthaltenen Giftstoffe zu entfernen. Das Ergebnis ist ein grobes Maniokmehl. Aus dem dünnflüssigen Überstand wird Tucupi, ein Saucen- und Suppenbestandteil, hergestellt.
Die portugiesischen Kolonisatoren haben dieses Verfahren der Maniokmehl-Herstellung von den Ureinwohnern Brasiliens übernommen.